# Ockragärdsmyg
Ockragärdsmyg (Troglodytes ochraceus) är en fågel i familjen gärdsmygar inom ordningen tättingar.

## Utseende och läte
Ockragärdsmygen är en mycket liten gärdsmyg med kort stjärt. Fjäderdräkten är ostreckat varmbrun med mer bjärt beigefärgat ansikte och tydliga beigefärgade ögonbryn. Arten liknar husgärdsmygen, men är varmare i färgerna och har tydligare ögonbrynsstreck. Sången är en ljus ramsa med klingande toner och korta drillar.

## Utbredning och systematik
Ockragärdsmyg delas in i tre underarter med följande utbredning:
- Troglodytes ochraceus ochraceus – förekommer på Costa Ricas högland
- Troglodytes ochraceus ligea – förekommer på Chiriquís högland i västra Panama
- Troglodytes ochraceus festinus – förekommer i östra Panama (Serranía de Majé, östra Panamá och östra Darién) samt närliggande Colombia

Underarten ligea inkluderas ofta i nominatformen.

## Levnadssätt
Ockragärdsmygen hittas i bergsskogar. Där kan den ses smyga uppför trädstammar och genom klängväxter på jakt efter insekter. Den ansluter ofta till kringvandrande artblandade flockar.

## Status
Arten har ett stort utbredningsområde och beståndet anses vara stabilt. Internationella naturvårdsunionen IUCN listar den därför som livskraftig (LC). Beståndet uppskattas till i storleksordningen 50 000 till en halv miljon vuxna individer.